# Phyllachorella
Phyllachorella is een geslacht van schimmels behorend tot de familie Botryosphaeriaceae. De typesoort is Phyllachorella micheliae.

## Soorten
Volgens Index Fungorum telt het geslacht drie soorten (peildatum februari 2022):
| Soortnaam                           | Auteur(s)  | Publicatiejaar |
| ----------------------------------- | ---------- | -------------- |
| Phyllachorella melastomatis-candidi | Sawada     | 1942           |
| Phyllachorella micheliae            | Syd.       | 1914           |
| Phyllachorella schistocarphae       | F. Stevens | 1927           |